# Vigorexia
Vigorexia nervosa, bigorexia ou transtorno dismórfico muscular, ocorre quando há uma doença psicológica caracterizada por uma insatisfação constante com o corpo, que afeta principalmente os homens. Pode estar associada a uma distorção da autoimagem. Entretanto, apesar do nome, esse distúrbio não compartilha a psicopatologia principal dos transtornos alimentares, sendo classificado atualmente como uma forma de dismorfismo corporal (dismorfia muscular).

## Classificação

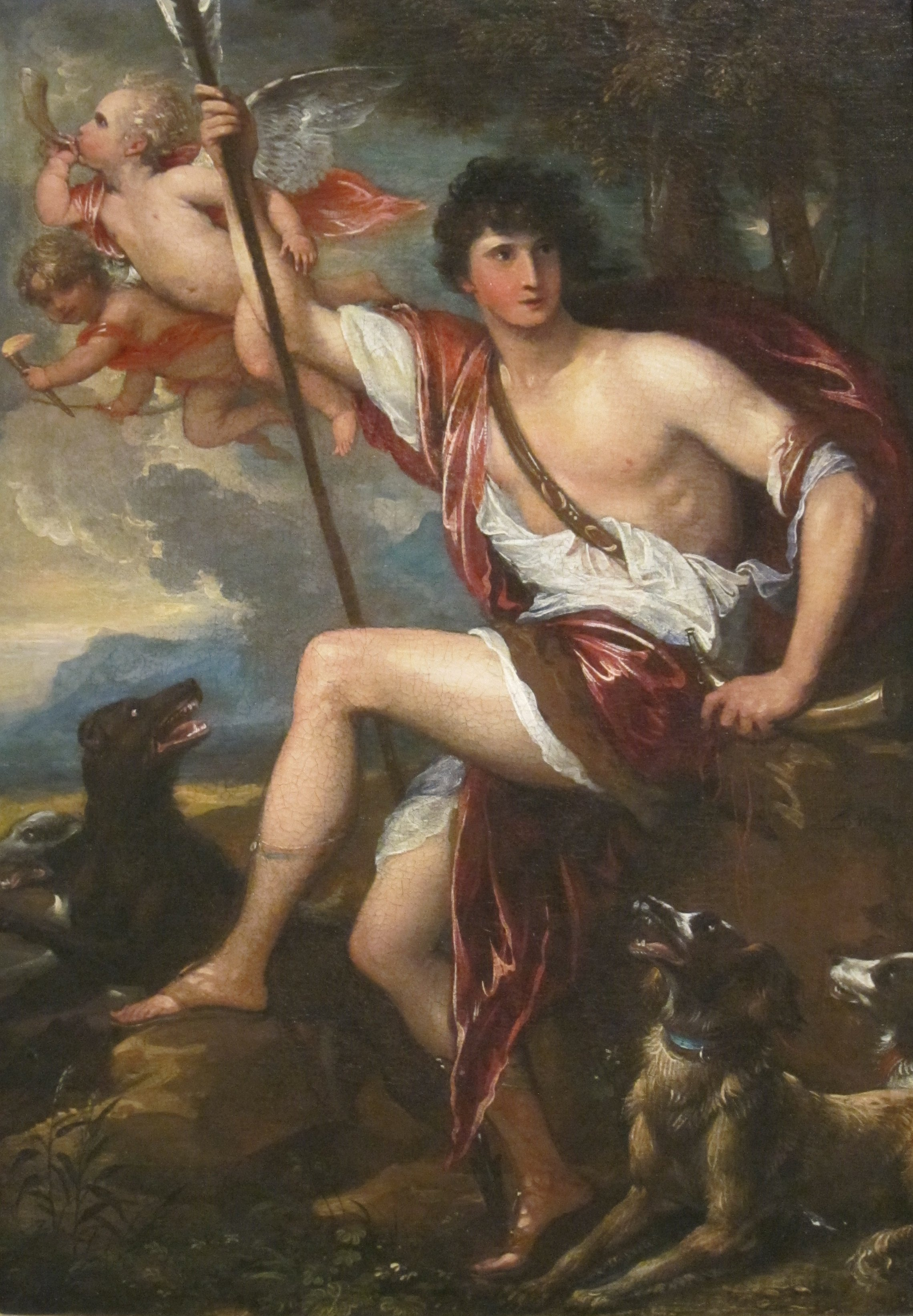
Inicialmente nomeada Síndrome de Adônis em referência ao mito de um homem, Adônis, tão atraente que a deusa da beleza, Afrodite, se apaixonou a primeira vista

Foi inicialmente classificada como um transtorno obsessivo compulsivo pelo médico Harrison Graham Pope Jr., professor de psicologia em Harvard, que a nomeou de vigorexia ou Síndrome de Adônis (em referência ao mitológico ideal de beleza masculina, Adônis).
Pode-se dividir a vigorexia em dois grupos de acordo com seus principais sintomas:
- Treinamento excessivo (Overtraining) e anabolizantes;
- Obsessão pela aparência e insatisfação persistente;

Assim como outras atividades prazerosas, a musculação pode também se tornar uma adição similar ao abuso de drogas, assim como é comum incluir o abuso de anabolizantes e drogas similares.

### CID-10

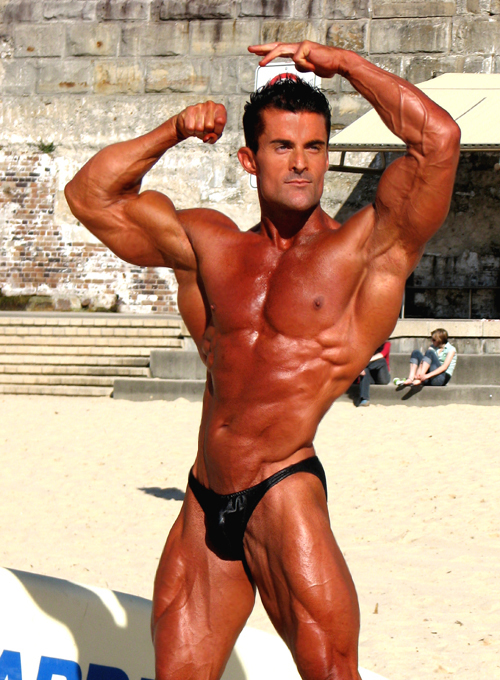
As atividades aeróbias podem ser evitadas para evitar perda da massa muscular adquirida durante as pesadas sessões de musculação

No manual da OMS a Dismorfofobia corporal está classificado como um tipo de transtorno hipocondríaco (F45.2) com a seguinte descrição:
| “ | A característica essencial deste transtorno é uma preocupação persistente com a presença eventual de um ou de vários transtornos somáticos graves e progressivos. Os pacientes manifestam queixas somáticas persistentes ou uma preocupação duradoura com a sua aparência física. Sensações e sinais físicos normais ou triviais são frequentemente interpretados pelo sujeito como anormais ou perturbadores. A atenção do sujeito se concentra em geral em um ou dois órgãos ou sistemas. Existem frequentemente depressão e ansiedade importantes, e que podem justificar um diagnóstico suplementar. | ” |

## Sinais e sintomas

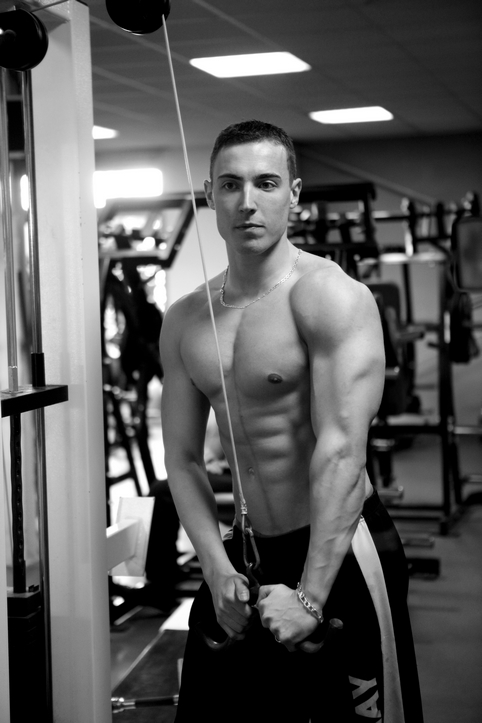
Indivíduos com Vigorexia dificilmente aderem ao tratamento, pois não querem perder seu trabalho duro e sofrem crise de abstinência e depressão quando param de malhar.

Indivíduos acometidos desta síndrome são pessoas que, mesmo fortes fisicamente, ao visualizarem a sua imagem em espelhos, por exemplo, vêem-se como fracos, de maneira similar aos acometidos de anorexia que, ao se visualizarem, sempre se consideram gordos.
A prática exagerada de exercícios (sobrecarga de treino ou overtraining) podem causar:
- Dores musculares persistentes
- Fadiga persistente
- Ritmo cardíaco elevado, em estado de repouso
- Maior susceptibilidade a infecções
- Maior incidência de lesões
- Irritabilidade
- Depressão
- Perda de motivação
- Insônias
- Perda de apetite
- Perda de peso
- Menor desempenho sexual

Imperfeições no corpo destes indivíduos que normalmente passam despercebidas para os outros, são descritas como grandes fontes de ansiedade e infelicidade para estes pacientes. A sua obsessão pelo corpo perfeito pode prejudicar a sua vida profissional e relacionamentos, especialmente pela elevada testosterona, baixa autoestima e irritabilidade aumentarem a sua agressividade.
Podem apresentar comportamento depressivo quando perdem volume muscular por algum motivo (como infecção ou acidente limitante do exercício ou alimentação).

## Abuso de anabolizantes
O consumo crescente de esteroides anabolizantes com fins puramente estéticos é associado a essa síndrome, o que levou países europeus a tratarem o seu comércio com os mesmos critérios legais e penais do consumo de drogas psicotrópicas. Proprietários de academias e instrutores da área sem escrúpulos aproveitam-se desse nicho de mercado e constroem estruturas de contrabando e tráfico desse tipo de medicamentos.
Aos esteroides, acrescenta-se o consumo de insulina, o hormônio do crescimento, assim como outras drogas com a mesma finalidade de anabolizante. Igualmente, existe o consumo de medicamentos de uso veterinário, especialmente para equinos, com os mesmo fins.
No quadro de obsessão por volume muscular, é comum o quadro de indivíduos do sexo feminino, que além do volume muscular extremamente grande, somam, pelo consumo de hormônios com caráter masculinizante (derivados, relacionados e modificados da testosterona natural ou sintética), passam a apresentar características sexuais secundárias e terciárias, como pelos (incluindo barba) e perda do cabelo na cabeça no que chamamos "entradas" e inclusive a típica calvície masculina, além de aumento do volume dos grandes lábios da vulva e clitóris. Mesmo com este quadro, a vigorexia se manifesta como uma obsessão tão dominante sobre os hábitos do indivíduo que estas não abandonam suas práticas de dosagem de tais drogas, com vista aos ganhos musculares.

### Sintomas do abuso de anabolizantes
Os sintomas psicológicos incluem:

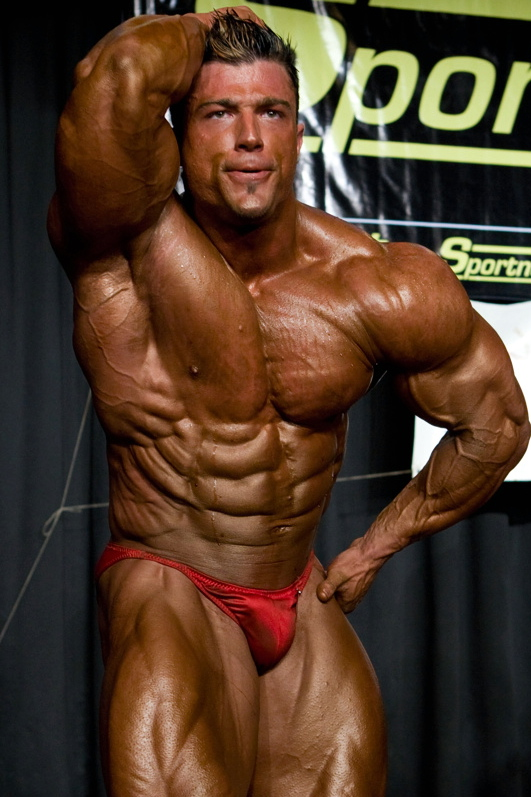
Interromper o uso de anabolizantes pode resultar em sintomas de síndrome de abstinência, como depressão, o que pode contribuir para a dependência física e psicológica.

- Agressividade e raiva incontroláveis;
- Impulsividade;
- Ciúme patológico;
- Episódio maníaco;
- Delírios (geralmente de superioridade ou inferioridade);
- Confusão mental;
- Dificuldade de concentração;
- Problemas sexuais;

Problemas físicos incluem aumento de peso; aumento da massa muscular, tremores, acne, retenção de líquidos, virilização (mesmo em mulheres), dores articulares, aumento da pressão sanguínea, problemas de colesterol, alterações nos testes de função hepática, tumores hepáticos, alterações no hemograma, estrias, exacerbação da apneia do sono, lesões do aparelho locomotor e caso compartilhem seringas risco altíssimo de HIV e outras doenças transmitidas pelo sangue.
No homem, há a diminuição ou atrofia a do volume testicular (20% dos casos), diminuição do número de espermatozoides (90% dos casos), impotência, infertilidade, calvície, desenvolvimento
de mamas (ginecomastia), dificuldade ou dor para urinar e aumento da próstata, às vezes, irreversível.

### Abuso de outras drogas
Tais indivíduos podem somar ao excesso de treino e/ou o consumo de anabolizantes diversos, ou mesmo excesso de alimentação baseada em proteínas, somam medicamentos e substâncias que auxiliam ou potencializam a queima de gordura corporal, "fat burners" ("queimadores de gordura", em inglês), como a cafeína e a efedrina e suas combinações, as combinações de anfetaminas como cocaína e inibidores de apetite diversos. As dosagens são mais perigosas por causa dos baixos níveis de gordura corporal e interações medicamentosas ou concorrência na assimilação e processamento com vitaminas lipossolúveis.

### Obsessão por definição muscular
Determinados indivíduos, ao serem acometidos de vigorexia, podem desenvolver uma obsessão não apenas pelo volume muscular, mas também pela aparência deste, e seu volume de gordura subcutânea que os revela. A esta característica, chama-se definição muscular. Este fator é importante entre os fisiculturistas competidores, e até importante nos atletas de diversos desportos, no teor de gordura corporal, sem considerar diretamente fatores estéticos.

## Diagnóstico
Os sintomas da vigorexia são:

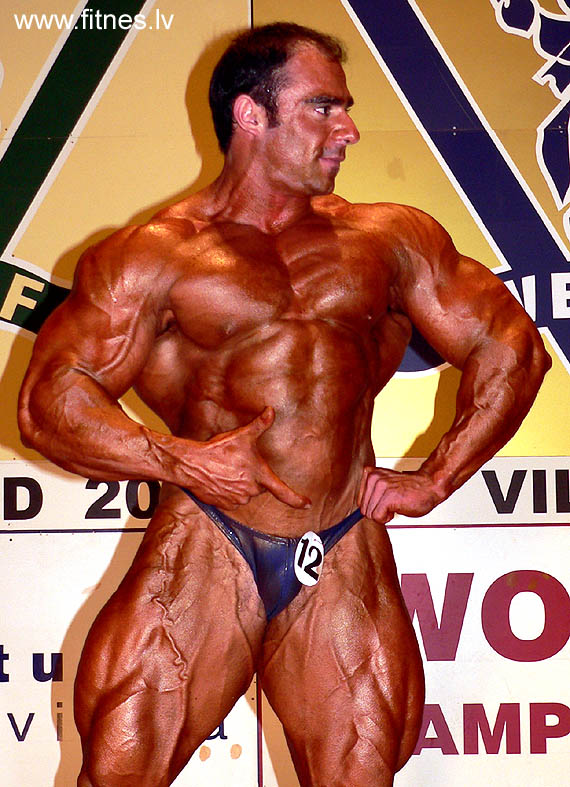
Mesmo após um grande ganho muscular a pessoa com vigorexia continua se sentindo insatisfeito com sua força e vigor

- Insatisfação persistente com sua própria imagem;
- Uso de diversos suplementos alimentares e inclusive esteroides e anabolizantes;
- Seguir uma dieta rica em proteínas por longo período;
- Ansiedade elevada;
- Sintomas depressivos;
- Irritabilidade;
- Cansaço e fadiga;
- Dor muscular em todo o corpo;
- Lesões musculares e articulares por excesso de exercício;
- Problemas de sono.

Em casos mais graves pode levar insuficiência renal, insuficiência hepática, problemas vasculares e depressão maior. Quando ocorre abuso do uso de anabolizantes podem se identificar também doenças cardiovasculares, câncer de próstata, perda de cabelo e/ou diminuição do tecido testicular.
A dieta inadequada (rica em carboidratos e proteínas) e o consumo exacerbado de suplementos proteicos podem ocasionar transtornos metabólicos afetando especialmente os rins, a taxa de glicemia e o colesterol do indivíduo.

### Critérios diagnósticos

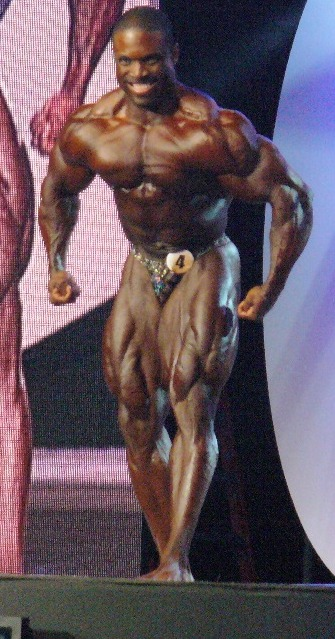
A prevalência é de 10% de dismorfia muscular entre levantadores de peso, 53,6% entre fisiculturistas amadores e até 84% dos fisiculturistas que participam de competições.

Os critérios diagnósticos baseados no DSM-IV são:
- Preocupação com a ideia de que o corpo não é suficientemente magro e musculoso. Condutas associadas a características incluem longas horas levantando peso e excessiva atenção para a dieta.
- A preocupação é manifesta pelo menos por dois dos seguintes quatro critérios:

1. O indivíduo frequentemente abandona importantes atividades sociais, ocupacionais ou recreativas por causa de uma compulsiva necessidade de manter seu esquema de exercício e dieta.
2. O indivíduo evita situações onde seu corpo é exposto a outros ou enfrenta tais situações, apenas com acentuado desconforto ou intensa ansiedade.
3. A preocupação com a inadequação do tamanho ou da musculatura corporal causa desconforto clinicamente significativo ou prejuízo a áreas de atividade, social, ocupacional ou outras áreas importantes.
4. O individuo continua a exercitar-se, a fazer dieta ou utilizar substâncias ergogênicas (destinadas a melhorar o desempenho) apesar de saber as consequências adversas do ponto de vista físico ou patológico.

- O foco primário da preocupação e da conduta concentra-se em ser muito pequeno ou inadequadamente musculoso, distinguindo-se do medo de estar gordo como ocorre na anorexia nervosa, ou uma preocupação primária apenas com outros aspectos da aparência, tal como em outras formas de distúrbio dismórfico corporal.

## Epidemiologia
Afeta com maior frequência homens entre 18 e 35 anos, mas pode também ser observada em mulheres. Tem sido visto cada vez mais frequente em jovens e na classe média. Em ambos os casos, ocorre predominantemente associado à prática de musculação e ao fisiculturismo, embora deva destacar-se que um fisiculturista não é necessariamente afetado por esta síndrome.
Um inquérito epidemiológico, com 1.183 alunos, faixa etária de 6 a 18 anos, em escolas públicas e particulares de Belo Horizonte/MG, revelou que a maioria dos alunos (62,6%) estava insatisfeita com seu corpo.
Dentre os usuários de anabolizantes apenas 4% usam com indicação médica, 80% usam múltiplos medicamentos e 35% experimentaram dependência física e psicológica. As principais motivações para o consumo dessas substâncias foram
a aquisição de força (42,2%), aquisição de beleza (27,3%) e a melhora no desempenho (18,2%).

## A injeção de óleos e próteses
A aplicação de próteses de silicone com vistas a suplementar volume muscular não é incomum, e inclusive, tem seu lado em cirurgia plástica de recuperação estética de indivíduos atingidos por acidentes deformantes, como os automobilísticos e com animais (tubarões são um exemplo típico), ou ainda queimaduras graves.
Mas existe também a injeção de óleos nos grupos musculares com vista a doar volume adicional, pelo seu entumescimento. Entre tais produtos citam-se Esiclene (formebolone, hubernol), Synthol (Pump N Pose) (composto de triglicérides de cadeia média, álcool benzílico e lidocaína), que é uma modificação do Esiclene, o ADE (composto vitamínico que em cada 100 ml, normalmente é composto de 2.500.000 a 25.000.000 Ul de vitamina A, 500.000 a 7.000.000 Ul de vitamina D e 1.650 a 7.000 Ul vitamina E), é normalmente usado no tratamento de carências vitamínicas e infecções em bovinos, equinos, suínos, ovinos, caprinos e coelhos (há claras recomendações para evitar-se seu uso em cães e gatos). Note-se que tais produtos, altamente perigosos, não causam anabolia, apenas o aumento do volume muscular, sem aumento do seu tecido propriamente dito, ou mesmo força (sempre relacionada a seu volume, ainda que complexamente).

## Tratamentos

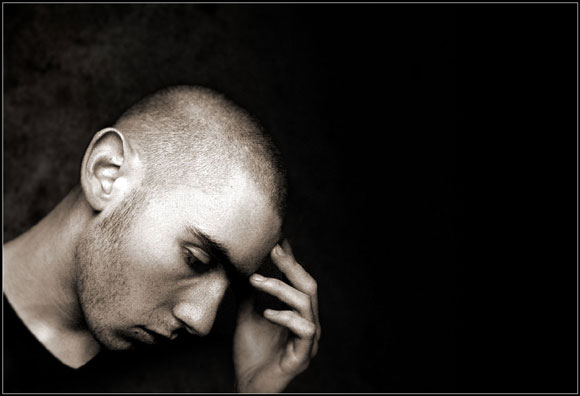
A busca do corpo perfeito como compensação aos sentimentos de inferioridade e timidez podendo ser acompanhadas de severa ansiedade, depressão, fobias e atitudes compulsivas e obsessivas

É necessário o tratamento médico, psicoterapia e ajuda nutricional. Podem acontecer recaídas, por isso é bom ter um acompanhamento mesmo após o fim da terapia. A terapia cognitivo-comportamental dura geralmente 6 meses, mas pode durar 2 anos caso seja identificado um transtorno de personalidade como narcísica ou obsessivo-compulsiva.
Na terapia cognitivo-comportamental é feita a identificação de padrões distorcidos de percepção da imagem corporal e identificação dos motivos que desencadeiam e mantem esse comportamento. São reforçadas outras atitudes mais sadias de melhorar a autoestima, confiança e bom humor. Caso o indivíduo faça uso de anabolizantes ou similares, sua interrupção é recomendada. Não é necessário largar a academia completamente, apenas diminuir a um nível saudável e que não cause danos a qualidade de vida e relacionamentos do indivíduo.
Sintomas ansiosos, obsessivos e depressivos destes indivíduos podem ser reduzidos com o uso de um inibidor seletivo de recaptação de serotonina.